# Wiedersperger von Wiedersperg

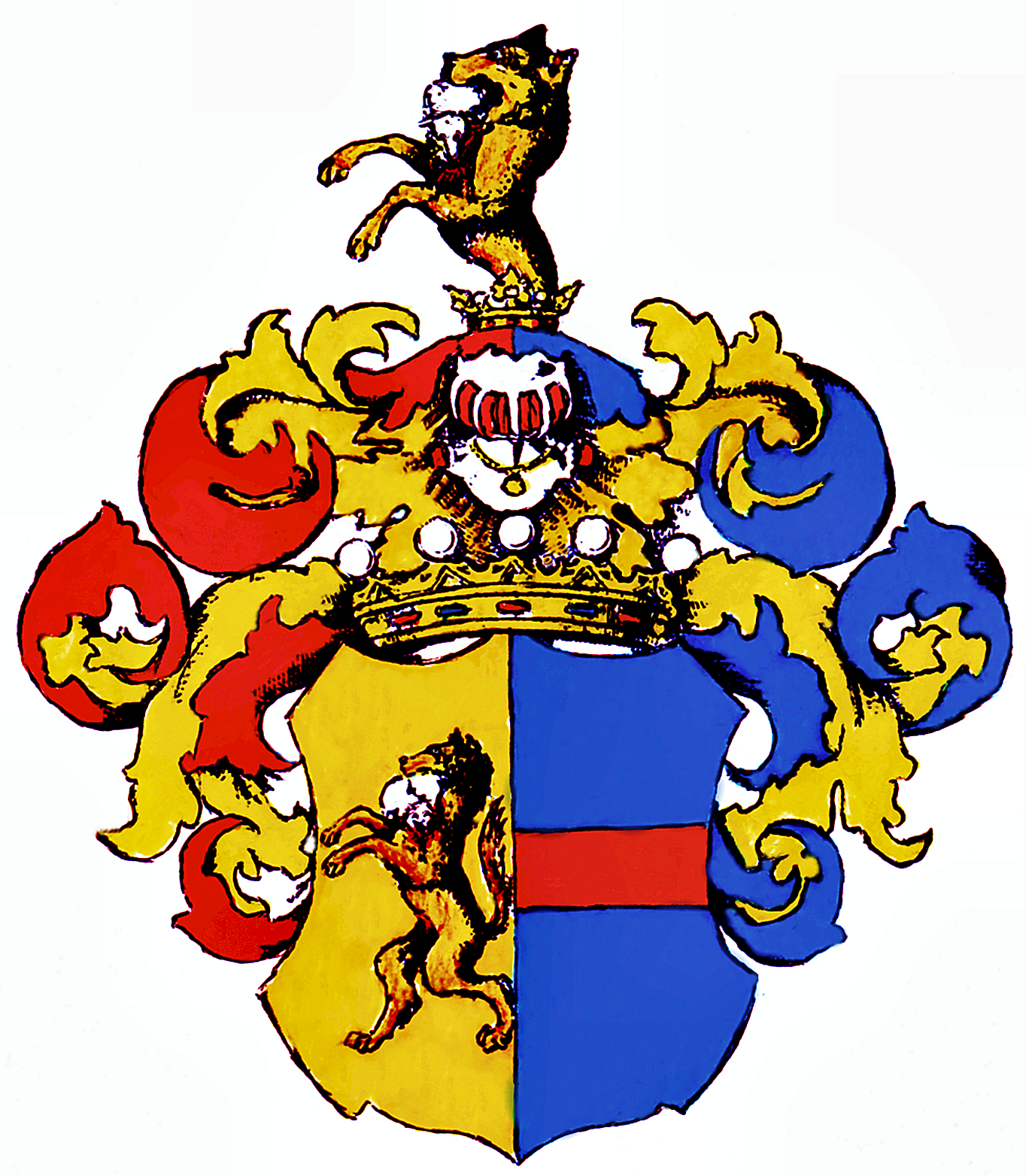
Wappen der Freiherrn von Wiedersperg 1760

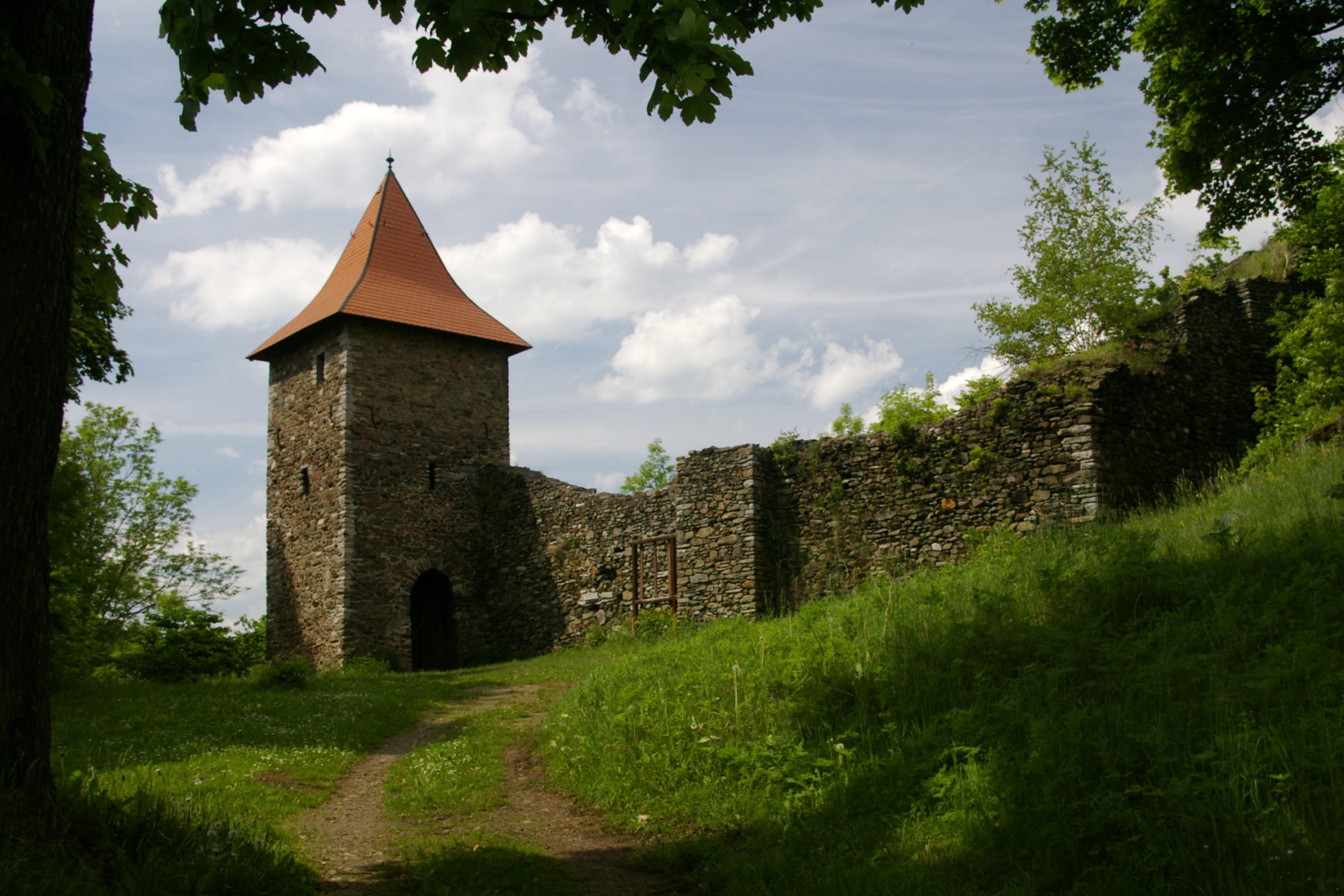
Burgruine Wiedersberg

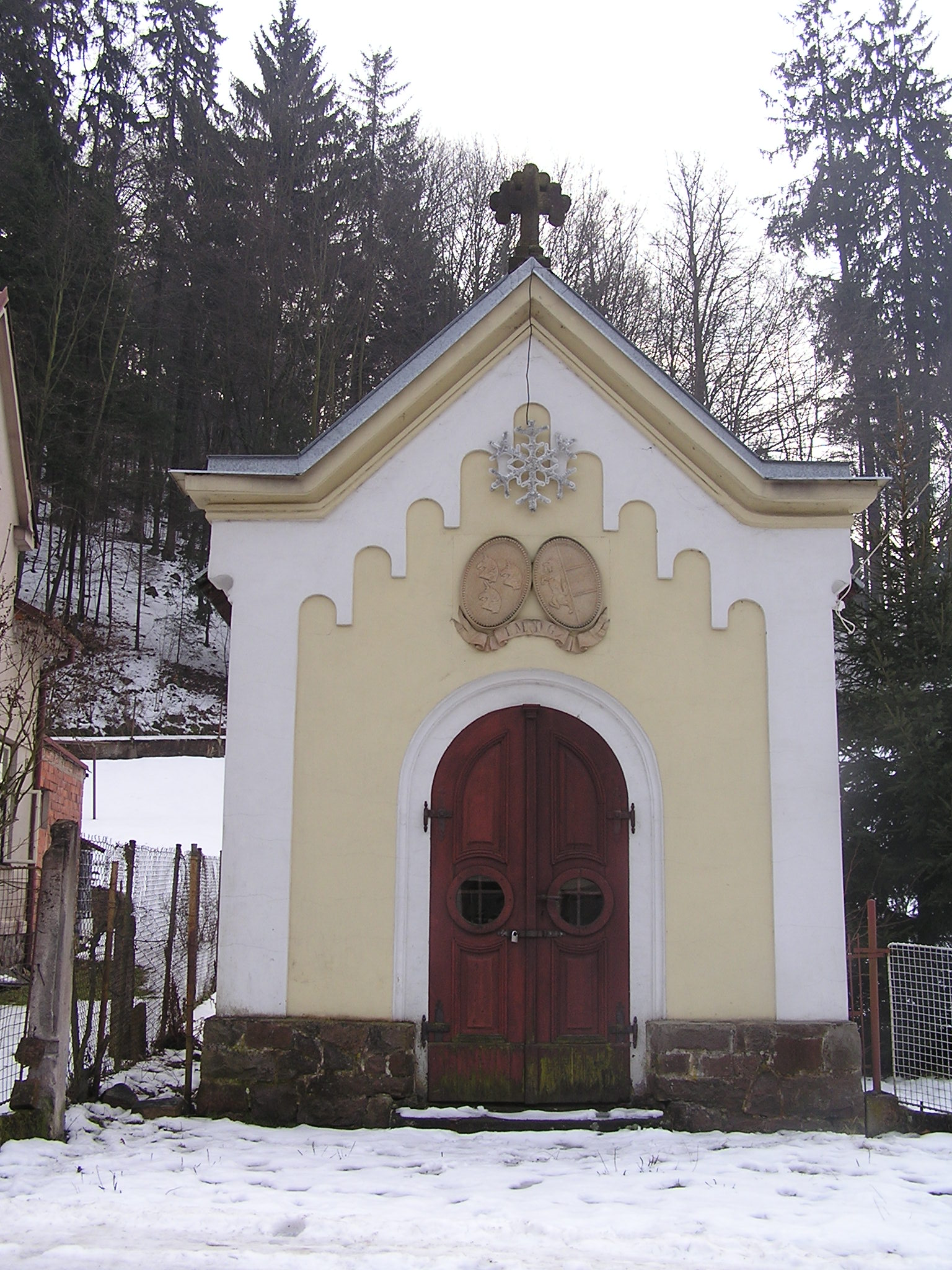
Kapelle in Litice nad Orlicí

Die Freiherren Wiedersperger von Wiedersperg, eines Stammes mit denen von Geilsdorff und denen von Mühlen, gehören dem vogtländischen Uradel mit Wurzeln im 12. Jahrhundert an. Die Familie zog nach Böhmen, wo sie zuerst in den böhmischen, später in den österreichischen Freiherrenstand erhoben wurde.

## Geschichte
Das Stammhaus Burg Wiedersberg zwischen Hof und Oelsnitz im sächsischen Vogtland wurde bereits 1117 erbaut. Das Geschlecht tritt urkundlich erstmals am 18. September 1309 mit dem Ritter (miles) Eberhardus de Widersberch auf. Es besteht eine Wappen- und Stammesverwandtschaft zu den von der Mühlen, die 1214 erstmals urkundlich aufgetreten sind. Die ordentliche Stammreihe beginnt mit Lorenz, dem Sohn Burkhards Wiedersperger, der noch im 15. Jahrhundert die Burg innehatte, sich jedoch in Böhmen sesshaft machte und dort in erster Ehe mit Magdalena von Reitzenstein verheiratet war, in zweiter Katharina Kawka von Rczizan heiratete, mit der er zahlreiche Kinder zeugte und so für die weite Verzweigung der Adelsfamilie sorgte. Seine zwei Söhne aus der Verbindung mit Katharina, Moritz und Georg, gründeten zwei Hauptstämme, den Pteniner (im Mannesstamm erloschen) und den Muttersdorfer.
Zu Anfang des 15. Jahrhunderts besaßen die Herren von Pernartitz, sodann Nikolaus von Seeberg die Herrschaft Wasserau mit Muttersdorf. Durch die Ehe mit Margaretha Henninger von Eberg, einer Nachfahrin, erheiratete Georg Wiedersperger Wasserau mit den Bauernhöfen und dem Kirchenpatronat sowie Schloss und Herrschaft Muttersdorf im Klattauer Kreis des Königreichs Böhmen. Johann der Ältere, der 1561 dem Prager Landtag beigewohnt hatte, besaß in jener Zeit bereits das Gut Muttersdorf, das bis in die Zeit des k. k. Kämmerers Johann Franz Friedrich im Jahr 1857 im Familienbesitz blieb.
Johann Wiedersperger der Jüngere, wurde im Jahr 1598 mit dem Prädikat „von Wiedersperg“ in den böhmischen Ritterstand erhoben.
1620 wurde Martin Wiedersperger von Wiedersperg Herr über  Drachkau (Drahkov). Er wurde allerdings 1623 wegen seiner Beteiligung am Ständeaufstand mit dem Verfall der Herrschaft Drahkov und Verlust seines halben Vermögens bestraft.
Aus der von Johann Jacob († 1683) und seiner Gemahlin Maria Justina von Hochholdingen stammenden Linie, erwarb Georgs Urenkel, der k. k. Kämmerer und Pilsener Kreiskommissär Johann Friedrich (* 26. Juni 1733; † 1. Juli 1811), ein Sohn von Christoph Wenzel und der Dorothea Kunasch von Machowitz, am 5. Mai 1760 zu Wien den erbländisch-böhmischen Freiherrenstand, welcher 1872 und 1881 auch zwei Mitgliedern der jüngeren Linie zuteilwurde. Er war in erster Ehe seit 1754 vermählt mit Maria Caroline (* 26. August 1732; † 26. Mai 1799), Tochter des Feldmarschallleutnants Christoph Freiherrn Hinderer von Steinhausen (mit Rang vom  13. Juli 1752) und der Maria Anna Stieler von Roseneck, sodann, am 20. Januar 1807 in zweiter Ehe mit Kunigunde Freiin von Wrede.
Seiner Ehe mit Maria Caroline entsprossen sechs Kinder, drei Töchter, Walpurgis (* 17. April 1765), Johanna (* 21. Mai 1766) und Theresia (* 1. April 1771) sowie die Söhne Vinzenz Peter (* 4. Februar 1759; † 15. Dezember 1815), Christoph Karl (* 11. Juni 1761) und Karl Joseph Kajetan (* 7. August 1762), von denen der älteste und der jüngste den Muttersdorfer Stamm fortpflanzten. Ein Sohn des Vinzenz, Johann (* 1799) war Domherr von Olmütz und Abt zu St. Heinrich in Ungarn.
1864 erbte Hugo Wiedersperger von Wiedersperg das Gut Medleschitz von seiner Mutter Theresia, geborene von Trauttmansdorff-Weinsberg. Medleschitz befand sich bis 1945 im Familienbesitz.
Laut Erlass vom 23. Mai 1921 bewilligte die politischen Landesverwaltung in Prag, den Namen „Wiedersperg“ anstatt „Wiedersperger“ zu führen.
Die Ehefrau Ludwig von Leonrods, Monika, geborene Freiin von Twickel, heiratete 1948 Johann Freiherrn von Wiedersperg. Seit 1950 sind die Nachkommen aus dieser Verbindung berechtigt, den Namen „Freiherr von Wiedersperg-Leonrod“ in Erinnerung an Ludwig von Leonrod zu tragen. Die Familie lebt heute in Schmiechen.

## Persönlichkeiten
- Vinzenz Freiherr Wiedersperger von Wiedersperg (* 4. Februar 1759; † 15. Dezember 1815), Sohn des Johann Friedrich, war k.k. Kämmerer und Appellationsrat in Prag, vermählt mit Josepha Freiin von Eben zu Brunn.
- Johann Kasimir Wiedersperger von Wiedersperg (* 1740) war 1798 Oberstleutnant und Kommandant des Kroatisch-Slawonischen Grenz-Husaren-Regiments.
- Eduard Heinrich Wiedersperger von Wiedersperg (* 5. Mai 1835 in Prag; † 30. September 1882 in Payerbach), Großgrundbesitzer, k.k. Rittmeister a. D., gleichfalls von der Muttersdorfer Linie, – wurde, in Anerkennung seines vielfach verdienstvollen Wirkens, mit Allerhöchster Entschließung Kaisers Franz Joseph I. mit Ernennung zu Bad Ischl am 24. Juli 1872 und Diplom zu Wien am 7. November des Jahres unter dem Namen „Wiedersperger Freiherr von Wiedersperg“ in den österreichischen Freiherrenstand erhoben. Er war seit 1862 vermählt mit Gisela Gräfin Kálnoky von Kőröspatak (5. September 1840 in Lettowitz; † 23. November 1925 in Graz).[10]
- Gustav Wiedersperger Ritter von Wiedersperg (* 10. März 1839 in Wodicz, Böhmen; † 8. Mai 1898 in Wien) war promovierter Arzt („Doctorwürde“ am 22. Dezember 1862),[11] Gutsbesitzer und Bezirksobmann, sowie ab 1885 (in den Legislaturperioden VII.,[12] VIII.[13] und IX.[14]) bis zu seinem Tod Abgeordneter des Abgeordnetenhauses des österreichischen Reichsrats.
- Ferdinand Wiedersperger von Wiedersperg (* 11. Mai 1860 in Prag; † 21. Februar 1941 in Teplice-Šanov) war k.u.k. Oberst und Kommandant des Gebirgsartillerieregiments Nr. 11 (1914)

## Wappen
- 15. Jh.: Das Stammwappen zeigt bei Siebmacher in Rot einen springenden Wolf mit einem silbernen Lamm im Rachen. Auf dem Helm mit rot-silbernen Decken der Wolf mit dem Lamm wachsend.

- 1598:Schild gespalten. Rechts in Gold ein rechtsgekehrter, aufgerichteter, roter Wolf mit einem silbernen Lamm im Rachen. Links in Blau ein roter Querbalken. Auf dem geschlossenen, gekrönten Helm der rote Wolf des Schildes. Die Decken sind rot-golden und blau-goldenen.

- 1760: Schild gespalten. Rechts in Gold ein rechtsgekehrter, aufgerichteter, natürlicher Wolf, mit aufgerichtetem Schweif, ein natürliches Lamm (nach anderen: einen weißen Widder) mit rechts und vorwärts gewandtem Kopfe im Rachen haltend. Links in Blau ein roter Querbalken. Auf dem Schild ruht die Freiherrnkrone. Darüber schwebt ein offener gekrönter Helm mit rechts rot-goldenen, links blau-goldenen Decken. Kleinod: Der Wolf mit dem Lamme des Schildes aus der Krone wachsend. Schildhalter sind zwei auf einer unter dem Schilde sich verbreitenden bronzenen Arabeskenverzierung stehende, auswärtssehende natürliche Wölfe mit zwischen den Hinterbeinen durchgezogenen Schwänzen.[5]

## Weitere Wappendarstellungen

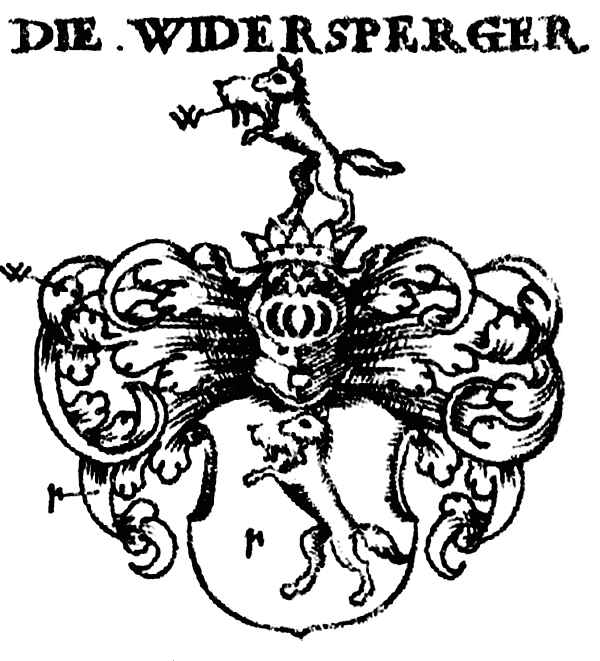
Stammwappen der Widersperger
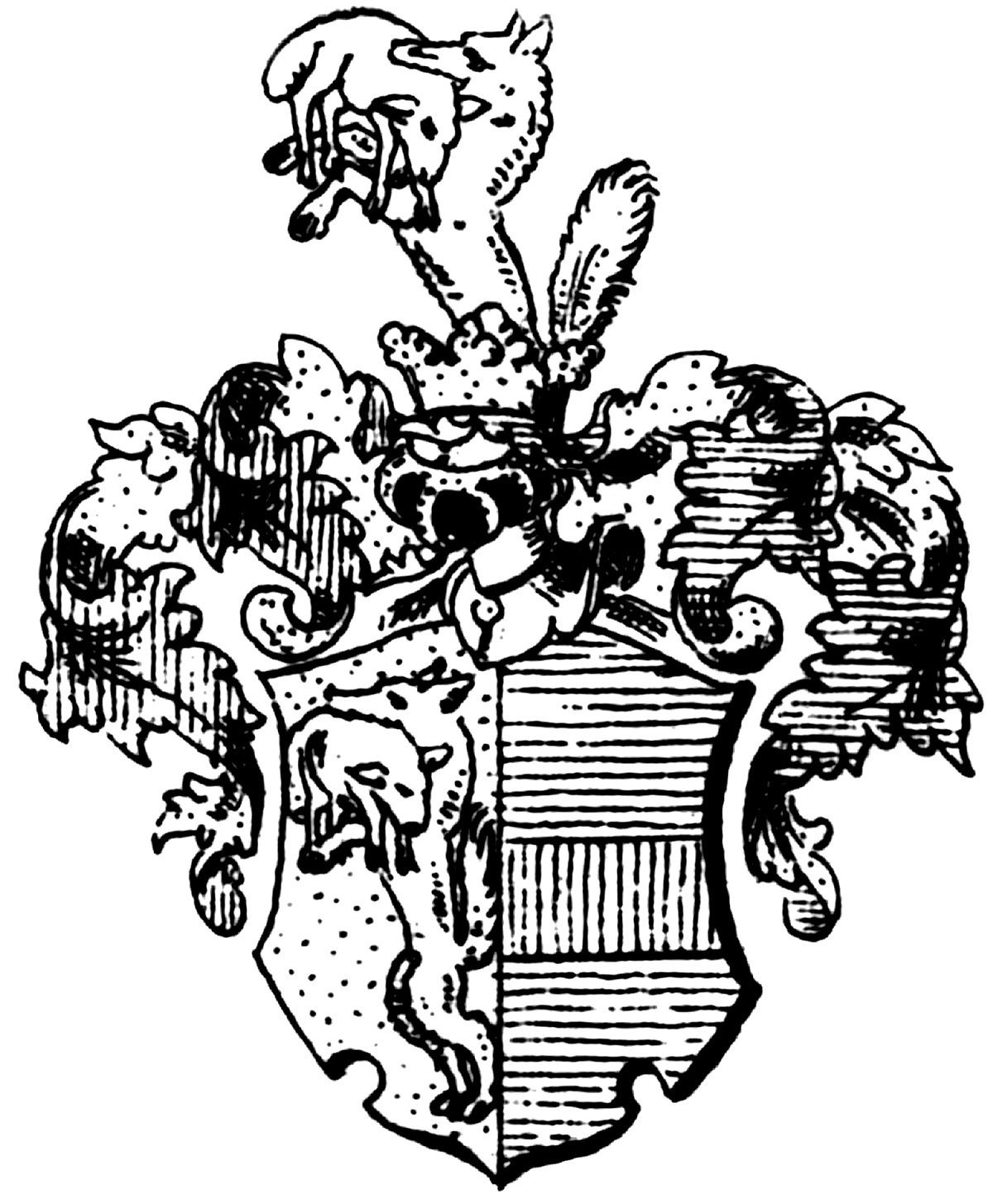
Wappen der Freiherren Wiedersperger von Wiedersperg
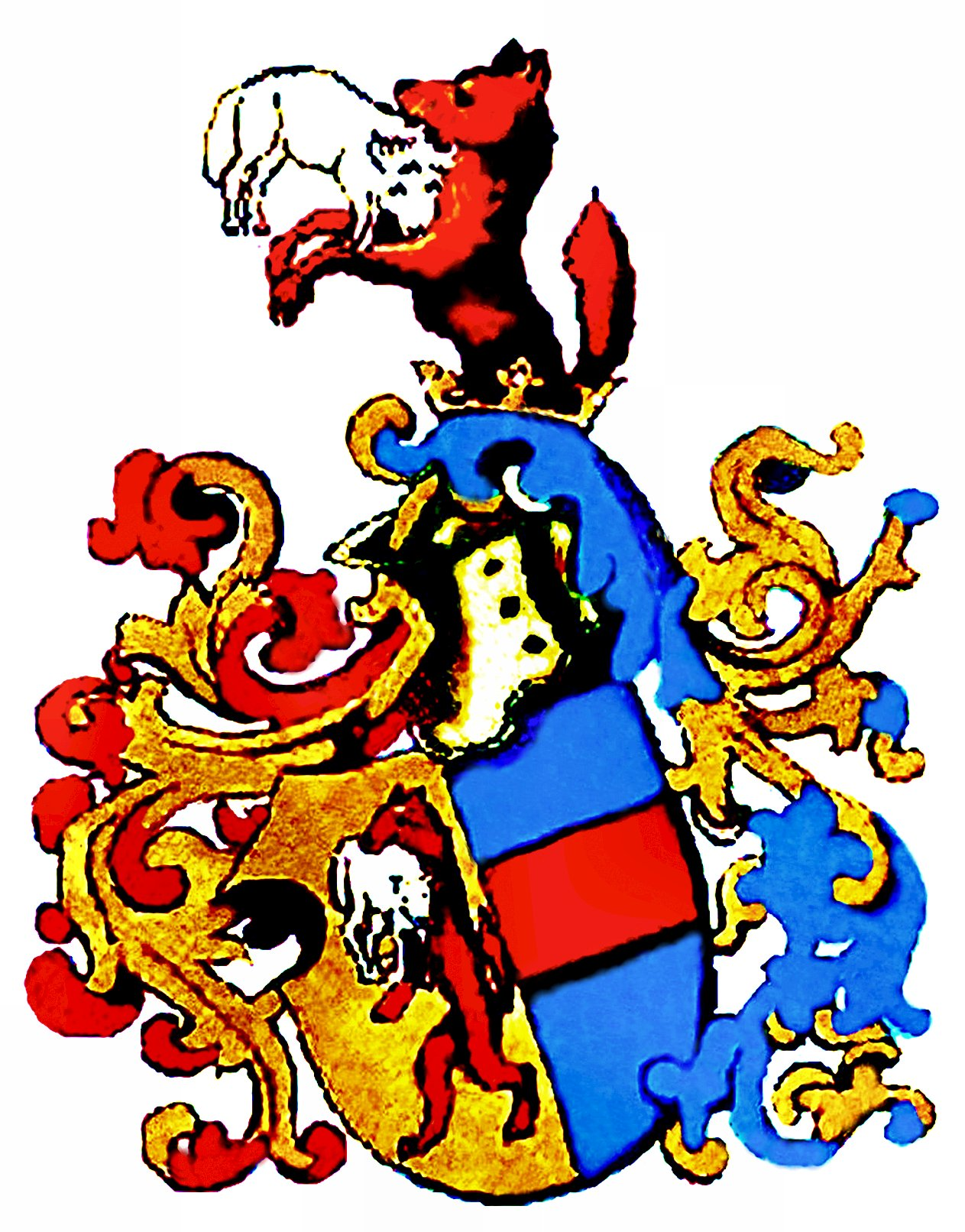
Wappen der Wiedersperger von Wiedersperg 1598

## Wiedersperger, Muttersdorfer Linie
| Burkhard I. von Wiedersperg Mitte 15. Jahrhundert                                                                                 | Burkhard I. von Wiedersperg Mitte 15. Jahrhundert                                                                           | Burkhard I. von Wiedersperg Mitte 15. Jahrhundert                                                                           | Burkhard I. von Wiedersperg Mitte 15. Jahrhundert                                                                           | Burkhard I. von Wiedersperg Mitte 15. Jahrhundert                                                                           | Burkhard I. von Wiedersperg Mitte 15. Jahrhundert                                                                           |  |  | ⚭ mit Magdalena von Reitzenstein | ⚭ mit Magdalena von Reitzenstein | ⚭ mit Magdalena von Reitzenstein | ⚭ mit Magdalena von Reitzenstein | ⚭ mit Magdalena von Reitzenstein | ⚭ mit Magdalena von Reitzenstein |  |  |                                                                                   |                                                                                   |                                                                                   |                                                                                   |                                                                                   |                                                                                   |  |  |                                                        |                                                        |                                                        |                                                        |                                                        |                                                        |  |  |                                                   |                                                   |                                                   |                                                   |                                                   |                                                   |
| Burkhard I. von Wiedersperg Mitte 15. Jahrhundert                                                                                 | Burkhard I. von Wiedersperg Mitte 15. Jahrhundert                                                                           | Burkhard I. von Wiedersperg Mitte 15. Jahrhundert                                                                           | Burkhard I. von Wiedersperg Mitte 15. Jahrhundert                                                                           | Burkhard I. von Wiedersperg Mitte 15. Jahrhundert                                                                           | Burkhard I. von Wiedersperg Mitte 15. Jahrhundert                                                                           |  |  | ⚭ mit Magdalena von Reitzenstein | ⚭ mit Magdalena von Reitzenstein | ⚭ mit Magdalena von Reitzenstein | ⚭ mit Magdalena von Reitzenstein | ⚭ mit Magdalena von Reitzenstein | ⚭ mit Magdalena von Reitzenstein |  |  |                                                                                   |                                                                                   |                                                                                   |                                                                                   |                                                                                   |                                                                                   |  |  |                                                        |                                                        |                                                        |                                                        |                                                        |                                                        |  |  |                                                   |                                                   |                                                   |                                                   |                                                   |                                                   |
| | | | | | |  |  | | | | | | |  |  |                                                                                   |                                                                                   |                                                                                   |                                                                                   |                                                                                   |                                                                                   |  |  |                                                        |                                                        |                                                        |                                                        |                                                        |                                                        |  |  |                                                   |                                                   |                                                   |                                                   |                                                   |                                                   |
| Lorenz von Wiedersperg Burggraf von Přimda, Böhmen vor 1509                                                                       | Lorenz von Wiedersperg Burggraf von Přimda, Böhmen vor 1509                                                                 | Lorenz von Wiedersperg Burggraf von Přimda, Böhmen vor 1509                                                                 | Lorenz von Wiedersperg Burggraf von Přimda, Böhmen vor 1509                                                                 | Lorenz von Wiedersperg Burggraf von Přimda, Böhmen vor 1509                                                                 | Lorenz von Wiedersperg Burggraf von Přimda, Böhmen vor 1509                                                                 |  |  | ⚭ mit Katharina Kawka von Rcziczan (Kavka z Říčan) | ⚭ mit Katharina Kawka von Rcziczan (Kavka z Říčan) | ⚭ mit Katharina Kawka von Rcziczan (Kavka z Říčan) | ⚭ mit Katharina Kawka von Rcziczan (Kavka z Říčan) | ⚭ mit Katharina Kawka von Rcziczan (Kavka z Říčan) | ⚭ mit Katharina Kawka von Rcziczan (Kavka z Říčan) |  |  |                                                                                   |                                                                                   |                                                                                   |                                                                                   |                                                                                   |                                                                                   |  |  |                                                        |                                                        |                                                        |                                                        |                                                        |                                                        |  |  |                                                   |                                                   |                                                   |                                                   |                                                   |                                                   |
| Lorenz von Wiedersperg Burggraf von Přimda, Böhmen vor 1509                                                                       | Lorenz von Wiedersperg Burggraf von Přimda, Böhmen vor 1509                                                                 | Lorenz von Wiedersperg Burggraf von Přimda, Böhmen vor 1509                                                                 | Lorenz von Wiedersperg Burggraf von Přimda, Böhmen vor 1509                                                                 | Lorenz von Wiedersperg Burggraf von Přimda, Böhmen vor 1509                                                                 | Lorenz von Wiedersperg Burggraf von Přimda, Böhmen vor 1509                                                                 |  |  | ⚭ mit Katharina Kawka von Rcziczan (Kavka z Říčan) | ⚭ mit Katharina Kawka von Rcziczan (Kavka z Říčan) | ⚭ mit Katharina Kawka von Rcziczan (Kavka z Říčan) | ⚭ mit Katharina Kawka von Rcziczan (Kavka z Říčan) | ⚭ mit Katharina Kawka von Rcziczan (Kavka z Říčan) | ⚭ mit Katharina Kawka von Rcziczan (Kavka z Říčan) |  |  |                                                                                   |                                                                                   |                                                                                   |                                                                                   |                                                                                   |                                                                                   |  |  |                                                        |                                                        |                                                        |                                                        |                                                        |                                                        |  |  |                                                   |                                                   |                                                   |                                                   |                                                   |                                                   |
| | | | | | |  |  | | | | | | |  |  |                                                                                   |                                                                                   |                                                                                   |                                                                                   |                                                                                   |                                                                                   |  |  |                                                        |                                                        |                                                        |                                                        |                                                        |                                                        |  |  |                                                   |                                                   |                                                   |                                                   |                                                   |                                                   |
| Georg von Wiedersperg † 1532, erheiratet und kauft die Herrschaft Muttersdorf                                                     | Georg von Wiedersperg † 1532, erheiratet und kauft die Herrschaft Muttersdorf                                               | Georg von Wiedersperg † 1532, erheiratet und kauft die Herrschaft Muttersdorf                                               | Georg von Wiedersperg † 1532, erheiratet und kauft die Herrschaft Muttersdorf                                               | Georg von Wiedersperg † 1532, erheiratet und kauft die Herrschaft Muttersdorf                                               | Georg von Wiedersperg † 1532, erheiratet und kauft die Herrschaft Muttersdorf                                               |  |  | ⚭ mit Margarethe geborene Heuniger von Seeberg, Böhmen, Tochter von Nikolaus von Seeberg                                                                | ⚭ mit Margarethe geborene Heuniger von Seeberg, Böhmen, Tochter von Nikolaus von Seeberg                                                                | ⚭ mit Margarethe geborene Heuniger von Seeberg, Böhmen, Tochter von Nikolaus von Seeberg                                                                | ⚭ mit Margarethe geborene Heuniger von Seeberg, Böhmen, Tochter von Nikolaus von Seeberg                                                                | ⚭ mit Margarethe geborene Heuniger von Seeberg, Böhmen, Tochter von Nikolaus von Seeberg                                                                | ⚭ mit Margarethe geborene Heuniger von Seeberg, Böhmen, Tochter von Nikolaus von Seeberg                                                                |  |  |                                                                                   |                                                                                   |                                                                                   |                                                                                   |                                                                                   |                                                                                   |  |  |                                                        |                                                        |                                                        |                                                        |                                                        |                                                        |  |  |                                                   |                                                   |                                                   |                                                   |                                                   |                                                   |
| Georg von Wiedersperg † 1532, erheiratet und kauft die Herrschaft Muttersdorf                                                     | Georg von Wiedersperg † 1532, erheiratet und kauft die Herrschaft Muttersdorf                                               | Georg von Wiedersperg † 1532, erheiratet und kauft die Herrschaft Muttersdorf                                               | Georg von Wiedersperg † 1532, erheiratet und kauft die Herrschaft Muttersdorf                                               | Georg von Wiedersperg † 1532, erheiratet und kauft die Herrschaft Muttersdorf                                               | Georg von Wiedersperg † 1532, erheiratet und kauft die Herrschaft Muttersdorf                                               |  |  | ⚭ mit Margarethe geborene Heuniger von Seeberg, Böhmen, Tochter von Nikolaus von Seeberg                                                                | ⚭ mit Margarethe geborene Heuniger von Seeberg, Böhmen, Tochter von Nikolaus von Seeberg                                                                | ⚭ mit Margarethe geborene Heuniger von Seeberg, Böhmen, Tochter von Nikolaus von Seeberg                                                                | ⚭ mit Margarethe geborene Heuniger von Seeberg, Böhmen, Tochter von Nikolaus von Seeberg                                                                | ⚭ mit Margarethe geborene Heuniger von Seeberg, Böhmen, Tochter von Nikolaus von Seeberg                                                                | ⚭ mit Margarethe geborene Heuniger von Seeberg, Böhmen, Tochter von Nikolaus von Seeberg                                                                |  |  |                                                                                   |                                                                                   |                                                                                   |                                                                                   |                                                                                   |                                                                                   |  |  |                                                        |                                                        |                                                        |                                                        |                                                        |                                                        |  |  |                                                   |                                                   |                                                   |                                                   |                                                   |                                                   |
| | | | | | |  |  | | | | | | |  |  |                                                                                   |                                                                                   |                                                                                   |                                                                                   |                                                                                   |                                                                                   |  |  |                                                        |                                                        |                                                        |                                                        |                                                        |                                                        |  |  |                                                   |                                                   |                                                   |                                                   |                                                   |                                                   |
| Johann I von Wiedersperg † 1569                                                                                                   | | | | | |  |  | | | | | | |  |  |                                                                                   |                                                                                   |                                                                                   |                                                                                   |                                                                                   |                                                                                   |  |  |                                                        |                                                        |                                                        |                                                        |                                                        |                                                        |  |  |                                                   |                                                   |                                                   |                                                   |                                                   |                                                   |
| | | | | | |  |  | | | | | | |  |  |                                                                                   |                                                                                   |                                                                                   |                                                                                   |                                                                                   |                                                                                   |  |  |                                                        |                                                        |                                                        |                                                        |                                                        |                                                        |  |  |                                                   |                                                   |                                                   |                                                   |                                                   |                                                   |
| | | | | | |  |  | | | | | | |  |  |                                                                                   |                                                                                   |                                                                                   |                                                                                   |                                                                                   |                                                                                   |  |  |                                                        |                                                        |                                                        |                                                        |                                                        |                                                        |  |  |                                                   |                                                   |                                                   |                                                   |                                                   |                                                   |
| Heinrich von Wiedersperg † 1579                                                                                                   | Heinrich von Wiedersperg † 1579                                                                                             | Heinrich von Wiedersperg † 1579                                                                                             | Heinrich von Wiedersperg † 1579                                                                                             | Heinrich von Wiedersperg † 1579                                                                                             | Heinrich von Wiedersperg † 1579                                                                                             |  |  | Peter von Wiedersperg † 1580 | Peter von Wiedersperg † 1580 | Peter von Wiedersperg † 1580 | Peter von Wiedersperg † 1580 | Peter von Wiedersperg † 1580 | Peter von Wiedersperg † 1580 |  |  | ⚭ mit Ludmila Nebílovská von Dürnholz                                             | ⚭ mit Ludmila Nebílovská von Dürnholz                                             | ⚭ mit Ludmila Nebílovská von Dürnholz                                             | ⚭ mit Ludmila Nebílovská von Dürnholz                                             | ⚭ mit Ludmila Nebílovská von Dürnholz                                             | ⚭ mit Ludmila Nebílovská von Dürnholz                                             |  |  |                                                        |                                                        |                                                        |                                                        |                                                        |                                                        |  |  |                                                   |                                                   |                                                   |                                                   |                                                   |                                                   |
| Heinrich von Wiedersperg † 1579                                                                                                   | Heinrich von Wiedersperg † 1579                                                                                             | Heinrich von Wiedersperg † 1579                                                                                             | Heinrich von Wiedersperg † 1579                                                                                             | Heinrich von Wiedersperg † 1579                                                                                             | Heinrich von Wiedersperg † 1579                                                                                             |  |  | Peter von Wiedersperg † 1580 | Peter von Wiedersperg † 1580 | Peter von Wiedersperg † 1580 | Peter von Wiedersperg † 1580 | Peter von Wiedersperg † 1580 | Peter von Wiedersperg † 1580 |  |  | ⚭ mit Ludmila Nebílovská von Dürnholz                                             | ⚭ mit Ludmila Nebílovská von Dürnholz                                             | ⚭ mit Ludmila Nebílovská von Dürnholz                                             | ⚭ mit Ludmila Nebílovská von Dürnholz                                             | ⚭ mit Ludmila Nebílovská von Dürnholz                                             | ⚭ mit Ludmila Nebílovská von Dürnholz                                             |  |  |                                                        |                                                        |                                                        |                                                        |                                                        |                                                        |  |  |                                                   |                                                   |                                                   |                                                   |                                                   |                                                   |
| | | | | | |  |  | | | | | | |  |  |                                                                                   |                                                                                   |                                                                                   |                                                                                   |                                                                                   |                                                                                   |  |  |                                                        |                                                        |                                                        |                                                        |                                                        |                                                        |  |  |                                                   |                                                   |                                                   |                                                   |                                                   |                                                   |
| Johann II von Wiedersperg † vor 1625                                                                                              | Johann II von Wiedersperg † vor 1625                                                                                        | Johann II von Wiedersperg † vor 1625                                                                                        | Johann II von Wiedersperg † vor 1625                                                                                        | Johann II von Wiedersperg † vor 1625                                                                                        | Johann II von Wiedersperg † vor 1625                                                                                        |  |  | Johann III von Wiedersperg * 1580, † 1640 | Johann III von Wiedersperg * 1580, † 1640 | Johann III von Wiedersperg * 1580, † 1640 | Johann III von Wiedersperg * 1580, † 1640 | Johann III von Wiedersperg * 1580, † 1640 | Johann III von Wiedersperg * 1580, † 1640 |  |  | ⚭ mit Alena Eliska Cernínová von Chudienitz, Böhmen                               | ⚭ mit Alena Eliska Cernínová von Chudienitz, Böhmen                               | ⚭ mit Alena Eliska Cernínová von Chudienitz, Böhmen                               | ⚭ mit Alena Eliska Cernínová von Chudienitz, Böhmen                               | ⚭ mit Alena Eliska Cernínová von Chudienitz, Böhmen                               | ⚭ mit Alena Eliska Cernínová von Chudienitz, Böhmen                               |  |  |                                                        |                                                        |                                                        |                                                        |                                                        |                                                        |  |  |                                                   |                                                   |                                                   |                                                   |                                                   |                                                   |
| Johann II von Wiedersperg † vor 1625                                                                                              | Johann II von Wiedersperg † vor 1625                                                                                        | Johann II von Wiedersperg † vor 1625                                                                                        | Johann II von Wiedersperg † vor 1625                                                                                        | Johann II von Wiedersperg † vor 1625                                                                                        | Johann II von Wiedersperg † vor 1625                                                                                        |  |  | Johann III von Wiedersperg * 1580, † 1640 | Johann III von Wiedersperg * 1580, † 1640 | Johann III von Wiedersperg * 1580, † 1640 | Johann III von Wiedersperg * 1580, † 1640 | Johann III von Wiedersperg * 1580, † 1640 | Johann III von Wiedersperg * 1580, † 1640 |  |  | ⚭ mit Alena Eliska Cernínová von Chudienitz, Böhmen                               | ⚭ mit Alena Eliska Cernínová von Chudienitz, Böhmen                               | ⚭ mit Alena Eliska Cernínová von Chudienitz, Böhmen                               | ⚭ mit Alena Eliska Cernínová von Chudienitz, Böhmen                               | ⚭ mit Alena Eliska Cernínová von Chudienitz, Böhmen                               | ⚭ mit Alena Eliska Cernínová von Chudienitz, Böhmen                               |  |  |                                                        |                                                        |                                                        |                                                        |                                                        |                                                        |  |  |                                                   |                                                   |                                                   |                                                   |                                                   |                                                   |
| | | | | | |  |  | | | | | | |  |  |                                                                                   |                                                                                   |                                                                                   |                                                                                   |                                                                                   |                                                                                   |  |  |                                                        |                                                        |                                                        |                                                        |                                                        |                                                        |  |  |                                                   |                                                   |                                                   |                                                   |                                                   |                                                   |
| | | | | | |  |  | | | | | | |  |  |                                                                                   |                                                                                   |                                                                                   |                                                                                   |                                                                                   |                                                                                   |  |  |                                                        |                                                        |                                                        |                                                        |                                                        |                                                        |  |  |                                                   |                                                   |                                                   |                                                   |                                                   |                                                   |
| Johann Jakob von Wiedersperg * 1610, † 1683                                                                                       | Johann Jakob von Wiedersperg * 1610, † 1683                                                                                 | Johann Jakob von Wiedersperg * 1610, † 1683                                                                                 | Johann Jakob von Wiedersperg * 1610, † 1683                                                                                 | Johann Jakob von Wiedersperg * 1610, † 1683                                                                                 | Johann Jakob von Wiedersperg * 1610, † 1683                                                                                 |  |  | ⚭ mit Maria Justina von Holdingen | ⚭ mit Maria Justina von Holdingen | ⚭ mit Maria Justina von Holdingen | ⚭ mit Maria Justina von Holdingen | ⚭ mit Maria Justina von Holdingen | ⚭ mit Maria Justina von Holdingen |  |  | Leopold Konstantin * 1612, † 1673                                                 | Leopold Konstantin * 1612, † 1673                                                 | Leopold Konstantin * 1612, † 1673                                                 | Leopold Konstantin * 1612, † 1673                                                 | Leopold Konstantin * 1612, † 1673                                                 | Leopold Konstantin * 1612, † 1673                                                 |  |  |                                                        |                                                        |                                                        |                                                        |                                                        |                                                        |  |  |                                                   |                                                   |                                                   |                                                   |                                                   |                                                   |
| Johann Jakob von Wiedersperg * 1610, † 1683                                                                                       | Johann Jakob von Wiedersperg * 1610, † 1683                                                                                 | Johann Jakob von Wiedersperg * 1610, † 1683                                                                                 | Johann Jakob von Wiedersperg * 1610, † 1683                                                                                 | Johann Jakob von Wiedersperg * 1610, † 1683                                                                                 | Johann Jakob von Wiedersperg * 1610, † 1683                                                                                 |  |  | ⚭ mit Maria Justina von Holdingen | ⚭ mit Maria Justina von Holdingen | ⚭ mit Maria Justina von Holdingen | ⚭ mit Maria Justina von Holdingen | ⚭ mit Maria Justina von Holdingen | ⚭ mit Maria Justina von Holdingen |  |  | Leopold Konstantin * 1612, † 1673                                                 | Leopold Konstantin * 1612, † 1673                                                 | Leopold Konstantin * 1612, † 1673                                                 | Leopold Konstantin * 1612, † 1673                                                 | Leopold Konstantin * 1612, † 1673                                                 | Leopold Konstantin * 1612, † 1673                                                 |  |  |                                                        |                                                        |                                                        |                                                        |                                                        |                                                        |  |  |                                                   |                                                   |                                                   |                                                   |                                                   |                                                   |
| | | | | | |  |  | | | | | | |  |  |                                                                                   |                                                                                   |                                                                                   |                                                                                   |                                                                                   |                                                                                   |  |  |                                                        |                                                        |                                                        |                                                        |                                                        |                                                        |  |  |                                                   |                                                   |                                                   |                                                   |                                                   |                                                   |
| Franz Friedrich von Wiedersperg * 19. Juni 1644, † 30. Januar 1734                                                                | Franz Friedrich von Wiedersperg * 19. Juni 1644, † 30. Januar 1734                                                          | Franz Friedrich von Wiedersperg * 19. Juni 1644, † 30. Januar 1734                                                          | Franz Friedrich von Wiedersperg * 19. Juni 1644, † 30. Januar 1734                                                          | Franz Friedrich von Wiedersperg * 19. Juni 1644, † 30. Januar 1734                                                          | Franz Friedrich von Wiedersperg * 19. Juni 1644, † 30. Januar 1734                                                          |  |  | ⚭ mit Antonia Felicitas Druckmüller † 1691 | ⚭ mit Antonia Felicitas Druckmüller † 1691 | ⚭ mit Antonia Felicitas Druckmüller † 1691 | ⚭ mit Antonia Felicitas Druckmüller † 1691 | ⚭ mit Antonia Felicitas Druckmüller † 1691 | ⚭ mit Antonia Felicitas Druckmüller † 1691 |  |  | Georg Kaspar † nach 1691                                                          | Georg Kaspar † nach 1691                                                          | Georg Kaspar † nach 1691                                                          | Georg Kaspar † nach 1691                                                          | Georg Kaspar † nach 1691                                                          | Georg Kaspar † nach 1691                                                          |  |  |                                                        |                                                        |                                                        |                                                        |                                                        |                                                        |  |  |                                                   |                                                   |                                                   |                                                   |                                                   |                                                   |
| Franz Friedrich von Wiedersperg * 19. Juni 1644, † 30. Januar 1734                                                                | Franz Friedrich von Wiedersperg * 19. Juni 1644, † 30. Januar 1734                                                          | Franz Friedrich von Wiedersperg * 19. Juni 1644, † 30. Januar 1734                                                          | Franz Friedrich von Wiedersperg * 19. Juni 1644, † 30. Januar 1734                                                          | Franz Friedrich von Wiedersperg * 19. Juni 1644, † 30. Januar 1734                                                          | Franz Friedrich von Wiedersperg * 19. Juni 1644, † 30. Januar 1734                                                          |  |  | ⚭ mit Antonia Felicitas Druckmüller † 1691 | ⚭ mit Antonia Felicitas Druckmüller † 1691 | ⚭ mit Antonia Felicitas Druckmüller † 1691 | ⚭ mit Antonia Felicitas Druckmüller † 1691 | ⚭ mit Antonia Felicitas Druckmüller † 1691 | ⚭ mit Antonia Felicitas Druckmüller † 1691 |  |  | Georg Kaspar † nach 1691                                                          | Georg Kaspar † nach 1691                                                          | Georg Kaspar † nach 1691                                                          | Georg Kaspar † nach 1691                                                          | Georg Kaspar † nach 1691                                                          | Georg Kaspar † nach 1691                                                          |  |  |                                                        |                                                        |                                                        |                                                        |                                                        |                                                        |  |  |                                                   |                                                   |                                                   |                                                   |                                                   |                                                   |
| | | | | | |  |  | | | | | | |  |  |                                                                                   |                                                                                   |                                                                                   |                                                                                   |                                                                                   |                                                                                   |  |  |                                                        |                                                        |                                                        |                                                        |                                                        |                                                        |  |  |                                                   |                                                   |                                                   |                                                   |                                                   |                                                   |
| Christoph Wenzel von Wiedersperg * 1671, † 1751                                                                                   | Christoph Wenzel von Wiedersperg * 1671, † 1751                                                                             | Christoph Wenzel von Wiedersperg * 1671, † 1751                                                                             | Christoph Wenzel von Wiedersperg * 1671, † 1751                                                                             | Christoph Wenzel von Wiedersperg * 1671, † 1751                                                                             | Christoph Wenzel von Wiedersperg * 1671, † 1751                                                                             |  |  | ⚭ mit Anna Katerina von Počinov, Böhmen † 1731 | ⚭ mit Anna Katerina von Počinov, Böhmen † 1731 | ⚭ mit Anna Katerina von Počinov, Böhmen † 1731 | ⚭ mit Anna Katerina von Počinov, Böhmen † 1731 | ⚭ mit Anna Katerina von Počinov, Böhmen † 1731 | ⚭ mit Anna Katerina von Počinov, Böhmen † 1731 |  |  |                                                                                   |                                                                                   |                                                                                   |                                                                                   |                                                                                   |                                                                                   |  |  |                                                        |                                                        |                                                        |                                                        |                                                        |                                                        |  |  |                                                   |                                                   |                                                   |                                                   |                                                   |                                                   |
| Christoph Wenzel von Wiedersperg * 1671, † 1751                                                                                   | Christoph Wenzel von Wiedersperg * 1671, † 1751                                                                             | Christoph Wenzel von Wiedersperg * 1671, † 1751                                                                             | Christoph Wenzel von Wiedersperg * 1671, † 1751                                                                             | Christoph Wenzel von Wiedersperg * 1671, † 1751                                                                             | Christoph Wenzel von Wiedersperg * 1671, † 1751                                                                             |  |  | ⚭ mit Anna Katerina von Počinov, Böhmen † 1731 | ⚭ mit Anna Katerina von Počinov, Böhmen † 1731 | ⚭ mit Anna Katerina von Počinov, Böhmen † 1731 | ⚭ mit Anna Katerina von Počinov, Böhmen † 1731 | ⚭ mit Anna Katerina von Počinov, Böhmen † 1731 | ⚭ mit Anna Katerina von Počinov, Böhmen † 1731 |  |  |                                                                                   |                                                                                   |                                                                                   |                                                                                   |                                                                                   |                                                                                   |  |  |                                                        |                                                        |                                                        |                                                        |                                                        |                                                        |  |  |                                                   |                                                   |                                                   |                                                   |                                                   |                                                   |
| | | | | | |  |  | | | | | | |  |  |                                                                                   |                                                                                   |                                                                                   |                                                                                   |                                                                                   |                                                                                   |  |  |                                                        |                                                        |                                                        |                                                        |                                                        |                                                        |  |  |                                                   |                                                   |                                                   |                                                   |                                                   |                                                   |
| Johann Franz Friedrich von Wiedersperg * 26. Juni 1733, † 1811                                                                    | Johann Franz Friedrich von Wiedersperg * 26. Juni 1733, † 1811                                                              | Johann Franz Friedrich von Wiedersperg * 26. Juni 1733, † 1811                                                              | Johann Franz Friedrich von Wiedersperg * 26. Juni 1733, † 1811                                                              | Johann Franz Friedrich von Wiedersperg * 26. Juni 1733, † 1811                                                              | Johann Franz Friedrich von Wiedersperg * 26. Juni 1733, † 1811                                                              |  |  | ⚭ 5. Mai 1760 in Wien, Österreich mit Dorothea Josefa Kunas von Machovic, Böhmen (Kunasch von Maclowitz, Kunášové z Machovic, auf Machowitz, Machovice) | ⚭ 5. Mai 1760 in Wien, Österreich mit Dorothea Josefa Kunas von Machovic, Böhmen (Kunasch von Maclowitz, Kunášové z Machovic, auf Machowitz, Machovice) | ⚭ 5. Mai 1760 in Wien, Österreich mit Dorothea Josefa Kunas von Machovic, Böhmen (Kunasch von Maclowitz, Kunášové z Machovic, auf Machowitz, Machovice) | ⚭ 5. Mai 1760 in Wien, Österreich mit Dorothea Josefa Kunas von Machovic, Böhmen (Kunasch von Maclowitz, Kunášové z Machovic, auf Machowitz, Machovice) | ⚭ 5. Mai 1760 in Wien, Österreich mit Dorothea Josefa Kunas von Machovic, Böhmen (Kunasch von Maclowitz, Kunášové z Machovic, auf Machowitz, Machovice) | ⚭ 5. Mai 1760 in Wien, Österreich mit Dorothea Josefa Kunas von Machovic, Böhmen (Kunasch von Maclowitz, Kunášové z Machovic, auf Machowitz, Machovice) |  |  |                                                                                   |                                                                                   |                                                                                   |                                                                                   |                                                                                   |                                                                                   |  |  |                                                        |                                                        |                                                        |                                                        |                                                        |                                                        |  |  |                                                   |                                                   |                                                   |                                                   |                                                   |                                                   |
| Johann Franz Friedrich von Wiedersperg * 26. Juni 1733, † 1811                                                                    | Johann Franz Friedrich von Wiedersperg * 26. Juni 1733, † 1811                                                              | Johann Franz Friedrich von Wiedersperg * 26. Juni 1733, † 1811                                                              | Johann Franz Friedrich von Wiedersperg * 26. Juni 1733, † 1811                                                              | Johann Franz Friedrich von Wiedersperg * 26. Juni 1733, † 1811                                                              | Johann Franz Friedrich von Wiedersperg * 26. Juni 1733, † 1811                                                              |  |  | ⚭ 5. Mai 1760 in Wien, Österreich mit Dorothea Josefa Kunas von Machovic, Böhmen (Kunasch von Maclowitz, Kunášové z Machovic, auf Machowitz, Machovice) | ⚭ 5. Mai 1760 in Wien, Österreich mit Dorothea Josefa Kunas von Machovic, Böhmen (Kunasch von Maclowitz, Kunášové z Machovic, auf Machowitz, Machovice) | ⚭ 5. Mai 1760 in Wien, Österreich mit Dorothea Josefa Kunas von Machovic, Böhmen (Kunasch von Maclowitz, Kunášové z Machovic, auf Machowitz, Machovice) | ⚭ 5. Mai 1760 in Wien, Österreich mit Dorothea Josefa Kunas von Machovic, Böhmen (Kunasch von Maclowitz, Kunášové z Machovic, auf Machowitz, Machovice) | ⚭ 5. Mai 1760 in Wien, Österreich mit Dorothea Josefa Kunas von Machovic, Böhmen (Kunasch von Maclowitz, Kunášové z Machovic, auf Machowitz, Machovice) | ⚭ 5. Mai 1760 in Wien, Österreich mit Dorothea Josefa Kunas von Machovic, Böhmen (Kunasch von Maclowitz, Kunášové z Machovic, auf Machowitz, Machovice) |  |  |                                                                                   |                                                                                   |                                                                                   |                                                                                   |                                                                                   |                                                                                   |  |  |                                                        |                                                        |                                                        |                                                        |                                                        |                                                        |  |  |                                                   |                                                   |                                                   |                                                   |                                                   |                                                   |
| | | | | | |  |  | | | | | | |  |  |                                                                                   |                                                                                   |                                                                                   |                                                                                   |                                                                                   |                                                                                   |  |  |                                                        |                                                        |                                                        |                                                        |                                                        |                                                        |  |  |                                                   |                                                   |                                                   |                                                   |                                                   |                                                   |
| | | | | | |  |  | | | | | | |  |  |                                                                                   |                                                                                   |                                                                                   |                                                                                   |                                                                                   |                                                                                   |  |  |                                                        |                                                        |                                                        |                                                        |                                                        |                                                        |  |  |                                                   |                                                   |                                                   |                                                   |                                                   |                                                   |
| Christoph Karl von Wiedersperg * 1761, † 22. Oktober 1852                                                                         | Christoph Karl von Wiedersperg * 1761, † 22. Oktober 1852                                                                   | Christoph Karl von Wiedersperg * 1761, † 22. Oktober 1852                                                                   | Christoph Karl von Wiedersperg * 1761, † 22. Oktober 1852                                                                   | Christoph Karl von Wiedersperg * 1761, † 22. Oktober 1852                                                                   | Christoph Karl von Wiedersperg * 1761, † 22. Oktober 1852                                                                   |  |  | ⚭ 1788 mit Antonia Vancura von Rehnic † 1830 | ⚭ 1788 mit Antonia Vancura von Rehnic † 1830 | ⚭ 1788 mit Antonia Vancura von Rehnic † 1830 | ⚭ 1788 mit Antonia Vancura von Rehnic † 1830 | ⚭ 1788 mit Antonia Vancura von Rehnic † 1830 | ⚭ 1788 mit Antonia Vancura von Rehnic † 1830 |  |  | Vinzenz Peter von Wiedersperg * 1761 (oder: 4. Februar 1759), † 15. Dezember 1815 | Vinzenz Peter von Wiedersperg * 1761 (oder: 4. Februar 1759), † 15. Dezember 1815 | Vinzenz Peter von Wiedersperg * 1761 (oder: 4. Februar 1759), † 15. Dezember 1815 | Vinzenz Peter von Wiedersperg * 1761 (oder: 4. Februar 1759), † 15. Dezember 1815 | Vinzenz Peter von Wiedersperg * 1761 (oder: 4. Februar 1759), † 15. Dezember 1815 | Vinzenz Peter von Wiedersperg * 1761 (oder: 4. Februar 1759), † 15. Dezember 1815 |  |  | ⚭ mit Karoline von Eben und Brunnen                    | ⚭ mit Karoline von Eben und Brunnen                    | ⚭ mit Karoline von Eben und Brunnen                    | ⚭ mit Karoline von Eben und Brunnen                    | ⚭ mit Karoline von Eben und Brunnen                    | ⚭ mit Karoline von Eben und Brunnen                    |  |  | Karl Josef Kajetan von Wiedersperg * 1762, † 1853 | Karl Josef Kajetan von Wiedersperg * 1762, † 1853 | Karl Josef Kajetan von Wiedersperg * 1762, † 1853 | Karl Josef Kajetan von Wiedersperg * 1762, † 1853 | Karl Josef Kajetan von Wiedersperg * 1762, † 1853 | Karl Josef Kajetan von Wiedersperg * 1762, † 1853 |
| Christoph Karl von Wiedersperg * 1761, † 22. Oktober 1852                                                                         | Christoph Karl von Wiedersperg * 1761, † 22. Oktober 1852                                                                   | Christoph Karl von Wiedersperg * 1761, † 22. Oktober 1852                                                                   | Christoph Karl von Wiedersperg * 1761, † 22. Oktober 1852                                                                   | Christoph Karl von Wiedersperg * 1761, † 22. Oktober 1852                                                                   | Christoph Karl von Wiedersperg * 1761, † 22. Oktober 1852                                                                   |  |  | ⚭ 1788 mit Antonia Vancura von Rehnic † 1830 | ⚭ 1788 mit Antonia Vancura von Rehnic † 1830 | ⚭ 1788 mit Antonia Vancura von Rehnic † 1830 | ⚭ 1788 mit Antonia Vancura von Rehnic † 1830 | ⚭ 1788 mit Antonia Vancura von Rehnic † 1830 | ⚭ 1788 mit Antonia Vancura von Rehnic † 1830 |  |  | Vinzenz Peter von Wiedersperg * 1761 (oder: 4. Februar 1759), † 15. Dezember 1815 | Vinzenz Peter von Wiedersperg * 1761 (oder: 4. Februar 1759), † 15. Dezember 1815 | Vinzenz Peter von Wiedersperg * 1761 (oder: 4. Februar 1759), † 15. Dezember 1815 | Vinzenz Peter von Wiedersperg * 1761 (oder: 4. Februar 1759), † 15. Dezember 1815 | Vinzenz Peter von Wiedersperg * 1761 (oder: 4. Februar 1759), † 15. Dezember 1815 | Vinzenz Peter von Wiedersperg * 1761 (oder: 4. Februar 1759), † 15. Dezember 1815 |  |  | ⚭ mit Karoline von Eben und Brunnen                    | ⚭ mit Karoline von Eben und Brunnen                    | ⚭ mit Karoline von Eben und Brunnen                    | ⚭ mit Karoline von Eben und Brunnen                    | ⚭ mit Karoline von Eben und Brunnen                    | ⚭ mit Karoline von Eben und Brunnen                    |  |  | Karl Josef Kajetan von Wiedersperg * 1762, † 1853 | Karl Josef Kajetan von Wiedersperg * 1762, † 1853 | Karl Josef Kajetan von Wiedersperg * 1762, † 1853 | Karl Josef Kajetan von Wiedersperg * 1762, † 1853 | Karl Josef Kajetan von Wiedersperg * 1762, † 1853 | Karl Josef Kajetan von Wiedersperg * 1762, † 1853 |
| | | | | | |  |  | | | | | | |  |  |                                                                                   |                                                                                   |                                                                                   |                                                                                   |                                                                                   |                                                                                   |  |  |                                                        |                                                        |                                                        |                                                        |                                                        |                                                        |  |  |                                                   |                                                   |                                                   |                                                   |                                                   |                                                   |
| | | | | | |  |  | | | | | | |  |  |                                                                                   |                                                                                   |                                                                                   |                                                                                   |                                                                                   |                                                                                   |  |  |                                                        |                                                        |                                                        |                                                        |                                                        |                                                        |  |  |                                                   |                                                   |                                                   |                                                   |                                                   |                                                   |
| Franz Johann von Wiedersperg * 10. September 1794, † 1840                                                                         | Franz Johann von Wiedersperg * 10. September 1794, † 1840                                                                   | Franz Johann von Wiedersperg * 10. September 1794, † 1840                                                                   | Franz Johann von Wiedersperg * 10. September 1794, † 1840                                                                   | Franz Johann von Wiedersperg * 10. September 1794, † 1840                                                                   | Franz Johann von Wiedersperg * 10. September 1794, † 1840                                                                   |  |  | ⚭ 20. November 1817 mit Karolina Voborilová (Woborzil) * 1. Mai 1800, † 14. Dezember 1863                                                               | ⚭ 20. November 1817 mit Karolina Voborilová (Woborzil) * 1. Mai 1800, † 14. Dezember 1863                                                               | ⚭ 20. November 1817 mit Karolina Voborilová (Woborzil) * 1. Mai 1800, † 14. Dezember 1863                                                               | ⚭ 20. November 1817 mit Karolina Voborilová (Woborzil) * 1. Mai 1800, † 14. Dezember 1863                                                               | ⚭ 20. November 1817 mit Karolina Voborilová (Woborzil) * 1. Mai 1800, † 14. Dezember 1863                                                               | ⚭ 20. November 1817 mit Karolina Voborilová (Woborzil) * 1. Mai 1800, † 14. Dezember 1863                                                               |  |  | Wilhelm von Wiedersperg * 20. Mai 1801, † 16. Mai 1864                            | Wilhelm von Wiedersperg * 20. Mai 1801, † 16. Mai 1864                            | Wilhelm von Wiedersperg * 20. Mai 1801, † 16. Mai 1864                            | Wilhelm von Wiedersperg * 20. Mai 1801, † 16. Mai 1864                            | Wilhelm von Wiedersperg * 20. Mai 1801, † 16. Mai 1864                            | Wilhelm von Wiedersperg * 20. Mai 1801, † 16. Mai 1864                            |  |  | ⚭ 26. Juni 1841 in Prag mit Eulalie Rumerskirch † 1861 | ⚭ 26. Juni 1841 in Prag mit Eulalie Rumerskirch † 1861 | ⚭ 26. Juni 1841 in Prag mit Eulalie Rumerskirch † 1861 | ⚭ 26. Juni 1841 in Prag mit Eulalie Rumerskirch † 1861 | ⚭ 26. Juni 1841 in Prag mit Eulalie Rumerskirch † 1861 | ⚭ 26. Juni 1841 in Prag mit Eulalie Rumerskirch † 1861 |  |  |                                                   |                                                   |                                                   |                                                   |                                                   |                                                   |
| Franz Johann von Wiedersperg * 10. September 1794, † 1840                                                                         | Franz Johann von Wiedersperg * 10. September 1794, † 1840                                                                   | Franz Johann von Wiedersperg * 10. September 1794, † 1840                                                                   | Franz Johann von Wiedersperg * 10. September 1794, † 1840                                                                   | Franz Johann von Wiedersperg * 10. September 1794, † 1840                                                                   | Franz Johann von Wiedersperg * 10. September 1794, † 1840                                                                   |  |  | ⚭ 20. November 1817 mit Karolina Voborilová (Woborzil) * 1. Mai 1800, † 14. Dezember 1863                                                               | ⚭ 20. November 1817 mit Karolina Voborilová (Woborzil) * 1. Mai 1800, † 14. Dezember 1863                                                               | ⚭ 20. November 1817 mit Karolina Voborilová (Woborzil) * 1. Mai 1800, † 14. Dezember 1863                                                               | ⚭ 20. November 1817 mit Karolina Voborilová (Woborzil) * 1. Mai 1800, † 14. Dezember 1863                                                               | ⚭ 20. November 1817 mit Karolina Voborilová (Woborzil) * 1. Mai 1800, † 14. Dezember 1863                                                               | ⚭ 20. November 1817 mit Karolina Voborilová (Woborzil) * 1. Mai 1800, † 14. Dezember 1863                                                               |  |  | Wilhelm von Wiedersperg * 20. Mai 1801, † 16. Mai 1864                            | Wilhelm von Wiedersperg * 20. Mai 1801, † 16. Mai 1864                            | Wilhelm von Wiedersperg * 20. Mai 1801, † 16. Mai 1864                            | Wilhelm von Wiedersperg * 20. Mai 1801, † 16. Mai 1864                            | Wilhelm von Wiedersperg * 20. Mai 1801, † 16. Mai 1864                            | Wilhelm von Wiedersperg * 20. Mai 1801, † 16. Mai 1864                            |  |  | ⚭ 26. Juni 1841 in Prag mit Eulalie Rumerskirch † 1861 | ⚭ 26. Juni 1841 in Prag mit Eulalie Rumerskirch † 1861 | ⚭ 26. Juni 1841 in Prag mit Eulalie Rumerskirch † 1861 | ⚭ 26. Juni 1841 in Prag mit Eulalie Rumerskirch † 1861 | ⚭ 26. Juni 1841 in Prag mit Eulalie Rumerskirch † 1861 | ⚭ 26. Juni 1841 in Prag mit Eulalie Rumerskirch † 1861 |  |  |                                                   |                                                   |                                                   |                                                   |                                                   |                                                   |
| | | | | | |  |  | | | | | | |  |  |                                                                                   |                                                                                   |                                                                                   |                                                                                   |                                                                                   |                                                                                   |  |  |                                                        |                                                        |                                                        |                                                        |                                                        |                                                        |  |  |                                                   |                                                   |                                                   |                                                   |                                                   |                                                   |
| Ferdinand von Wiedersperg * 27. November 1818 (oder: 10. Mai 1815) in Konojedy, Böhmen, † 29. November 1874 in Prag, Böhmen       | Ferdinand von Wiedersperg * 27. November 1818 (oder: 10. Mai 1815) in Konojedy, Böhmen, † 29. November 1874 in Prag, Böhmen | Ferdinand von Wiedersperg * 27. November 1818 (oder: 10. Mai 1815) in Konojedy, Böhmen, † 29. November 1874 in Prag, Böhmen | Ferdinand von Wiedersperg * 27. November 1818 (oder: 10. Mai 1815) in Konojedy, Böhmen, † 29. November 1874 in Prag, Böhmen | Ferdinand von Wiedersperg * 27. November 1818 (oder: 10. Mai 1815) in Konojedy, Böhmen, † 29. November 1874 in Prag, Böhmen | Ferdinand von Wiedersperg * 27. November 1818 (oder: 10. Mai 1815) in Konojedy, Böhmen, † 29. November 1874 in Prag, Böhmen |  |  | ⚭ mit Eleonora Friesenhan * 1831 in Arad, Rumänien, † 1877 in Prag, Böhmen                                                                              | ⚭ mit Eleonora Friesenhan * 1831 in Arad, Rumänien, † 1877 in Prag, Böhmen                                                                              | ⚭ mit Eleonora Friesenhan * 1831 in Arad, Rumänien, † 1877 in Prag, Böhmen                                                                              | ⚭ mit Eleonora Friesenhan * 1831 in Arad, Rumänien, † 1877 in Prag, Böhmen                                                                              | ⚭ mit Eleonora Friesenhan * 1831 in Arad, Rumänien, † 1877 in Prag, Böhmen                                                                              | ⚭ mit Eleonora Friesenhan * 1831 in Arad, Rumänien, † 1877 in Prag, Böhmen                                                                              |  |  |                                                                                   |                                                                                   |                                                                                   |                                                                                   |                                                                                   |                                                                                   |  |  |                                                        |                                                        |                                                        |                                                        |                                                        |                                                        |  |  |                                                   |                                                   |                                                   |                                                   |                                                   |                                                   |
| Ferdinand von Wiedersperg * 27. November 1818 (oder: 10. Mai 1815) in Konojedy, Böhmen, † 29. November 1874 in Prag, Böhmen       | Ferdinand von Wiedersperg * 27. November 1818 (oder: 10. Mai 1815) in Konojedy, Böhmen, † 29. November 1874 in Prag, Böhmen | Ferdinand von Wiedersperg * 27. November 1818 (oder: 10. Mai 1815) in Konojedy, Böhmen, † 29. November 1874 in Prag, Böhmen | Ferdinand von Wiedersperg * 27. November 1818 (oder: 10. Mai 1815) in Konojedy, Böhmen, † 29. November 1874 in Prag, Böhmen | Ferdinand von Wiedersperg * 27. November 1818 (oder: 10. Mai 1815) in Konojedy, Böhmen, † 29. November 1874 in Prag, Böhmen | Ferdinand von Wiedersperg * 27. November 1818 (oder: 10. Mai 1815) in Konojedy, Böhmen, † 29. November 1874 in Prag, Böhmen |  |  | ⚭ mit Eleonora Friesenhan * 1831 in Arad, Rumänien, † 1877 in Prag, Böhmen                                                                              | ⚭ mit Eleonora Friesenhan * 1831 in Arad, Rumänien, † 1877 in Prag, Böhmen                                                                              | ⚭ mit Eleonora Friesenhan * 1831 in Arad, Rumänien, † 1877 in Prag, Böhmen                                                                              | ⚭ mit Eleonora Friesenhan * 1831 in Arad, Rumänien, † 1877 in Prag, Böhmen                                                                              | ⚭ mit Eleonora Friesenhan * 1831 in Arad, Rumänien, † 1877 in Prag, Böhmen                                                                              | ⚭ mit Eleonora Friesenhan * 1831 in Arad, Rumänien, † 1877 in Prag, Böhmen                                                                              |  |  |                                                                                   |                                                                                   |                                                                                   |                                                                                   |                                                                                   |                                                                                   |  |  |                                                        |                                                        |                                                        |                                                        |                                                        |                                                        |  |  |                                                   |                                                   |                                                   |                                                   |                                                   |                                                   |
| | | | | | |  |  | | | | | | |  |  |                                                                                   |                                                                                   |                                                                                   |                                                                                   |                                                                                   |                                                                                   |  |  |                                                        |                                                        |                                                        |                                                        |                                                        |                                                        |  |  |                                                   |                                                   |                                                   |                                                   |                                                   |                                                   |
| Franz Nikolaus (oder: Ferdinand) von Wiedersperg * 11. Mai 1860 (oder: 1850) in Prag, † 21. Februar 1941 in Teplice-Šanov, Böhmen | | | | | |  |  | | | | | | |  |  |                                                                                   |                                                                                   |                                                                                   |                                                                                   |                                                                                   |                                                                                   |  |  |                                                        |                                                        |                                                        |                                                        |                                                        |                                                        |  |  |                                                   |                                                   |                                                   |                                                   |                                                   |                                                   |

Die Daten stammen aus dem Biographischen Lexikon des Kaiserthums Oesterreich und Geneanet.
Dort, wo die Angaben des Biographischen Lexikons des Kaiserthums Oesterreich von Geneanet abweichen, wurden sie teilweise in Klammern mit „oder:“ hinzugefügt.